# Ursus thibetanus formosanus
Ours noir de Formose, Ours noir formosan, Ours noir de Taïwan
Sous-espèce
Statut de conservation UICN

 VU - : Vulnérable
Ursus thibetanus formosanus, l'Ours noir de Formose, est une sous-espèce de l'Ours noir d'Asie.
Cet ours est endémique des montagnes de l'île de Taïwan, ainsi que l'un des symboles nationaux de Taïwan.

## Répartition
L'ours noir de Formose est endémique de l'île de Taïwan, anciennement appelée Formose, cette dernière forme ayant donné son nom le plus commun à la sous-espèce.
Lors de la période de domination japonaise de l'île, la zone d'activité de l'ours s'étend des massifs montagneux jusqu'à 100 m au-dessus du niveau de la mer au début du XXe siècle. Plus récemment, il n'est plus observé en-dessous de 1 000 m en raison de l'activité humaine et des nuisances liées.

## Description

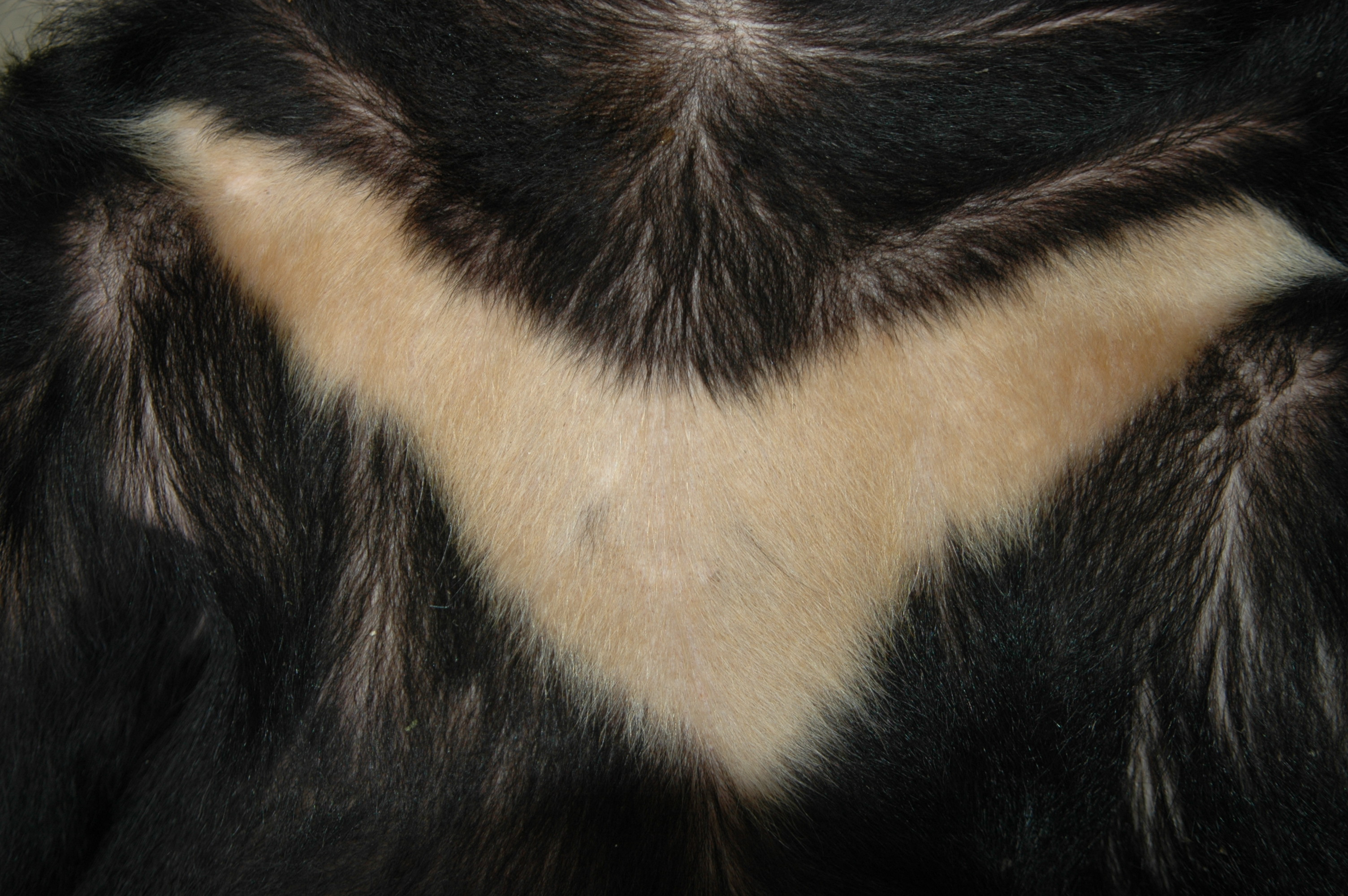
L'ours noir de Formose porte sur sa fourrure la forme en « V » caractéristique de l'espèce de l'ours noir d'Asie.

La sous-espèce partage les caractéristiques de l'espèce de l'ours noir d'Asie.

## Alimentation
L'ours noir de Formose est principalement omnivore ; son régime est notamment basé de fruits, de noix et de baies.

## Relations avec l'homme

### Comportement
L'ours noir de Formose reste élusif et éloigné de la population humaine, ce qui rend rarissime et difficile son observation à l'état sauvage,.
À l'inverse de la majorité des ours de son gabarit, il n'entre pas en hibernation.
Bien qu'il n'existe pas de statistiques officielles sur l'ours noir de Formose avant le XXe siècle, de nombreuses traditions des aborigènes lui étant relatives sont observées depuis des siècles, parmi laquelle la chasse était fortement décriée.

### Menaces
L'ours noir de Formose compte 200 à 600 spécimens à l'état sauvage d'après des estimations du début des années 2010,.
Parmi les menaces l'impactant, il est sujet à une chasse illégale à des fins médicales (utilisation des os, de la vésicule biliaire et des pattes dans la médecine traditionnelle chinoise) et alimentaires (revente de la viande au marché noir).
Il est classé comme vulnérable dans la liste rouge de l'UICN.
Au niveau national, il est classifié « en voie de disparition » par le gouvernement avec la promulgation en 1989 de la loi sur la protection de la faune (野生動物保育法). Néanmoins, la discrétion de l'animal rend la sensibilisation de sa protection plus difficile auprès du public, plus sensible à la cause d'autres espèces plus visibles comme le saumon d'eau douce formosan, la tortue verte et la brève migratrice.

## Culture populaire

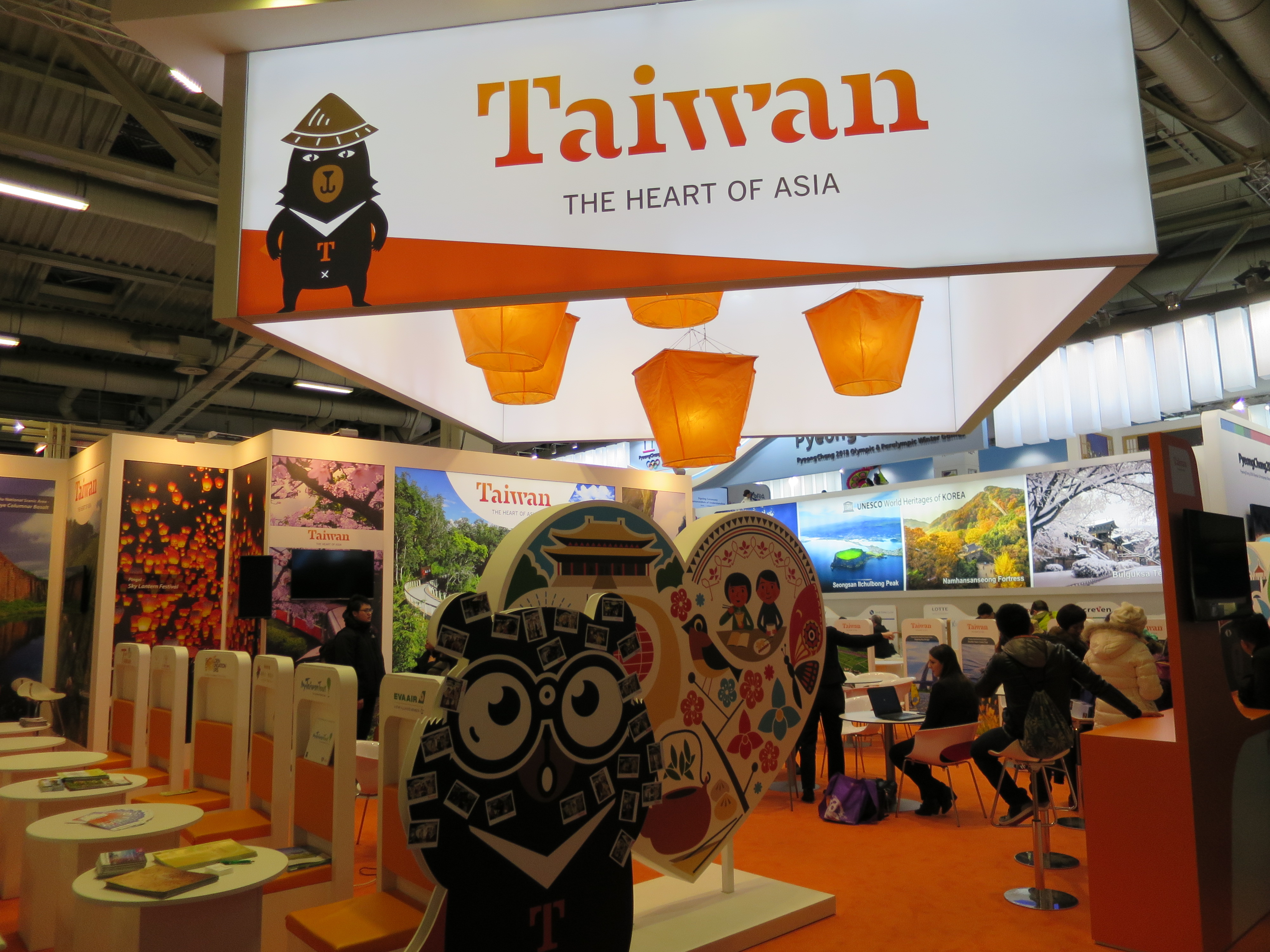
Stand de l'office de tourisme de Taïwan en 2016.

L'ours noir de Formose est l'un des symboles nationaux de Taïwan, ainsi qu'une espèce porte-drapeau. En 2001, il est élu en tant qu'« espèce sauvage la plus représentative de la nation » lors d'un sondage populaire.
Sa représentation est utilisée par de nombreuses mascottes. En mars 2013, l'ours noir devient la mascotte du bureau de l'office de tourisme de Taïwan.
Il est également utilisé dans le cadre de caricatures pour représenter Taïwan, généralement en opposition avec un panda géant représentant la Chine, voire avec Winnie l'ourson représentant Xi Jinping. Le visuel est aussi aperçu lors de manifestations, entre autres lors du Mouvement Tournesol des Étudiants contre la ratification de l'accord commercial sur les services entre les deux rives.

## Systématique
Le nom valide complet (avec auteur) de ce taxon est Ursus thibetanus formosanus Swinhoe, 1864.
Ursus thibetanus formosanus a pour synonymes :
- Selenarctos melli Matschie, 1922
- Selenarctos thibetanus formosanus (Swinhoe, 1864)